# Clyde-Green Springs Schools
Clyde-Green Springs Schools er et skoledistrikt i byerne Clyde og Green Springs i Sandusky County, Ohio, USA. Skoledistriktet omfatter fire skoler, inkl. én high school, én middle school, og to elementary schools.

## Skoler

### Elementary schools
- Clyde Elementary School (Clyde)
- Green Springs Elementary School (Green Springs)

### Middle schools
- McPherson Middle School (Clyde)

### High schools
- Clyde High School (Clyde)

## Externe henvisninger
- Clyde-Green Springs Schools' officielle webside (engelsk)